# Tour dei British and Irish Lions 1955
Il Tour dei British and Irish Lions 1955 fu una serie di partite di rugby a 15 disputatei nel 1955. Fu l'avvenimento rugbistico più importante del 1955. Vide all'opera la i British and Irish Lions ossia la selezione delle Isole Britanniche che si recò in tour nell'Africa australe. Capitano fu l'irlandese Robin Thompson.
Furono disputati ben 25 incontri con 19 vittorie, 1 pareggio e 5 sconfitte per i Lions.
La serie dei Test Match è in pareggio con due vittorie a testa. Fu il miglior tour dei Lions in Sud Africa dal 1896 e fino al tour del 1974

## Risultati

### Itest match
| Arbitro: | Ralph Burmeister |

|                         |      |                                                 |
| Briers (2), Koch, Swart | mt   | Butterfield, Greenwood, Morgan O'Reilly, Pedlow |
| v.d. Schyff (2)         | tr   | Cameron (4)                                     |
| v.d. Schyff (2)         | c.p. |                                                 |

| Arbitro: | Mike Slabber |

|                                                           |      |                          |
| Ackermann, Briers, Dryburgh Rosenberg, v. Vollenhoven (3) | mt   | Butterfield, B. Meredith |
| Dryburgh (2)                                              | tr   |                          |
|                                                           | c.p. | Cameron                  |

| Arbitro: | Ralph Burmeister |

|              |      |             |
|              | mt   | Butterfield |
| Dryburgh (2) | c.p. | Baker       |
|              | drop | Butterfield |

| Arbitro: | Chris Ackermann |

|                                            |      |                     |
| Briers (2), Retief, Ulyate, v. Vollenhoven | mt   | Greenwood, O'Reilly |
| Dryburgh (2)                               | tr   | Pedlow              |
| Ulyate                                     | drop |                     |

### Gli altri incontri
| Potchefstroom 22 giugno 1955 | Western Transvaal | 9 – 6 | British Lions XV | Olën Park (15 000 spett.)\| Arbitro: \| Piet van der Walt \| |
| Arbitro:                     | Piet van der Walt |       |                  |                                                              |

| Kimberley 25 giugno 1955 | Griqualand Wests | 14 – 24 | British Isles XV | De Beers Stadium\| Arbitro: \| Lammie Louw \| |
| Arbitro:                 | Lammie Louw      |         |                  |                                               |

| Johannesburg 29 giugno 1955 | Transvaal Universities | 6 – 32 | British Isles XV | Ellis Park (51 000 spett.)\| Arbitro: \| Daan de Villiers \| |
| Arbitro:                    | Daan de Villiers       |        |                  |                                                              |

| Kroonstad 2 luglio 1955 | Orange Free State | 3 – 31 | British Isles XV | Loubser Park (25 000 spett.)\| Arbitro: \| K.B. Weyer \| |
| Arbitro:                | K.B. Weyer        |        |                  |                                                          |

| Windhoek 5 luglio 1955 | Africa del Sud-Ovest | 0 – 9 | British Lions | Mable Volk Ground (5 000 spett.)\| Arbitro: \| H.P. Gous \| |
| Arbitro:               | H.P. Gous            |       |               |                                                             |

| Città del Capo 9 luglio 1955 | Western Province | 3 – 11 | British Isles XV | Newlands Stadium (32 000 spett.)\| Arbitro: \| Ralph Burmeister \| |
| Arbitro:                     | Ralph Burmeister |        |                  |                                                                    |

| George 13 luglio 1955 | South Western Districts | 3 – 22 | British Isles XV | Recreation Ground\| Arbitro: \| Hansie Schoeman \| |
| Arbitro:              | Hansie Schoeman         |        |                  |                                                    |

| Port Elizabeth 16 luglio 1955 | Eastern Province | 20 – 0 | British Isles XV | Crusaders Ground\| Arbitro: \| Aaron Gordon \| |
| Arbitro:                      | Aaron Gordon     |        |                  |                                                |

| Aliwal North 20 luglio 1955 | North-Eastern Districts | 6 – 34 | British Isles XV | \| Arbitro: \| G.F. Montgomery \| |
| Arbitro:                    | G.F. Montgomery         |        |                  |                                   |

| Johannesburg 23 luglio 1955 | Transvaal    | 13 – 36 | British Isles XV | Ellis Park (60 000 spett.)\| Arbitro: \| Mike Slabber \| |
| Arbitro:                    | Mike Slabber |         |                  |                                                          |

| Kitwe 27 luglio 1955 | Rhodesia     | 14 – 27 | British Isles XV | Rokhana Ground\| Arbitro: \| A.E. Denovan \| |
| Arbitro:             | A.E. Denovan |         |                  |                                              |

| Salisbury 30 luglio 1955 | Rhodesia       | 12 – 16 | British Isles XV | Police Ground (20 000 spett.)\| Arbitro: \| A. de Villiers \| |
| Arbitro:                 | A. de Villiers |         |                  |                                                               |

| Durban 10 agosto 1955 | Central Universities | 14 – 21 | British Isles XV | Kingsmead Cricket Ground\| Arbitro: \| Bowden Coombe \| |
| Arbitro:              | Bowden Coombe        |         |                  |                                                         |

| Wellington 13 agosto 1955 | Boland          | 0 – 11 | British Isles XV | \| Arbitro: \| Chris Ackermann \| |
| Arbitro:                  | Chris Ackermann |        |                  |                                   |

| Città del Capo 16 agosto 1955 | West. Prov. Universities | 17 – 20 | British Isles XV | Newlands Stadium (43 000 spett.)\| Arbitro: \| F.J. Gorin \| |
| Arbitro:                      | F.J. Gorin               |         |                  |                                                              |

| Springs 24 agosto 1955 | Eastern Transvaal | 17 – 17 | British Isles XV | PAM Brink\| Arbitro: \| Bert Woolley \| |
| Arbitro:               | Bert Woolley      |         |                  |                                         |

| 27 agosto 1955 | Northern Transvaal | 11 – 14 | British Isles XV | Loftus Versfeld\| Arbitro: \| Carel Basson \| |
| Arbitro:       | Carel Basson       |         |                  |                                               |

| Durban 10 settembre 1955 | Natal      | 8 – 11 | British Isles XV | Kingsmead Cricket Ground\| Arbitro: \| C. Lombard \| |
| Arbitro:                 | C. Lombard |        |                  |                                                      |

| Bloemfontein 14 settembre 1955 | Junior Springboks | 12 – 15 | British Isles XV | Free State Stadium (30 000 spett.)\| Arbitro: \| A.K. Volsteedt \| |
| Arbitro:                       | A.K. Volsteedt    |         |                  |                                                                    |

| East London 17 settembre 1955 | Border Bulldogs | 14 – 12 | British Isles XV | BRU Ground\| Arbitro: \| Ken Carlson \| |
| Arbitro:                      | Ken Carlson     |         |                  |                                         |

| Nairobi 27 settembre 1955 | Africa Orientale | 12 – 39 | British Isles XV | Ngong Road Ground (6 000 spett.)\| Arbitro: \| Andrew G. Clark \| |
| Arbitro:                  | Andrew G. Clark  |         |                  |                                                                   |